# Supercoupe du Japon de football 2017
Navigation
Édition précédente Édition suivante
L'édition 2017 de la Supercoupe du Japon est la 24e de la Supercoupe du Japon et se déroule le 18 février 2017 au Stade Nissan à Yokohama au Japon.
Les règles du match sont les suivantes : la durée de la rencontre est de 90 minutes, puis, en cas de match nul, les deux équipes se départageront directement lors d'une séance de tirs au but.
Le match oppose le Urawa Red Diamonds, vainqueur de la J League 2016, face au Kashima Antlers, vainqueur de la Coupe du Japon 2016.

## Feuille de match
| Kashima ·      |                  |     |
| Titulaires :   |                  |     |
|                |                  |     |
| 01             | Kwoun Sun-tae    |     |
| 22             | Daigo Nishi      |     |
| 05             | Naomichi Ueda    |     |
| 03             | Gen Shoji        |     |
| 15             | Yuto Misao       | 82e |
| 25             | Yasushi Endo     |     |
| 40             | Mitsuo Ogasawara |     |
| 04             | Léo Silva        | 69e |
| 08             | Shoma Doi        |     |
| 07             | Pedro Júnior     |     |
| 33             | Mu Kanazaki      | 65e |
|                |                  |     |
| Remplaçants :  |                  |     |
| 21             | Hitoshi Sogahata |     |
| 28             | Koki Machida     |     |
| 16             | Shuto Yamamoto   |     |
| 06             | Ryota Nagaki     | 83e |
| 11             | Leandro          |     |
| 14             | Takeshi Kanamori | 53e |
| 09             | Yuma Suzuki      | 69e |
|                |                  |     |
| Entraîneur :   |                  |     |
| Masatada Ishii |                  |     |

| Urawa Red ·      |                    |     |
| Titulaires :     |                    |     |
|                  |                    |     |
| 01               | Shusaku Nishikawa  |     |
| 03               | Tomoya Ugajin      |     |
| 46               | Ryota Moriwaki     |     |
| 06               | Wataru Endo        |     |
| 18               | Yoshiaki Komai     | 64e |
| 22               | Yuki Abe           |     |
| 16               | Takuya Aoki        |     |
| 38               | Daisuke Kikuchi    | 64e |
| 20               | Tadanari Lee       | 46e |
| 09               | Yuki Muto          |     |
| 21               | Zlatan Ljubijankič |     |
|                  |                    |     |
| Remplaçants :    |                    |     |
| 25               | Tetsuya Enomoto    |     |
| 04               | Daisuke Nasu       |     |
| 15               | Kazuki Nagasawa    | 64e |
| 39               | Shinya Yajima      |     |
| 14               | Tadaaki Hirakawa   |     |
| 24               | Takahiro Sekine    | 64e |
| 30               | Shinzo Koroki      | 46e |
|                  |                    |     |
| Entraîneur :     |                    |     |
| Mihailo Petrović |                    |     |

| Kashima ·      |                  |     |
| Titulaires :   |                  |     |
|                |                  |     |
| 01             | Kwoun Sun-tae    |     |
| 22             | Daigo Nishi      |     |
| 05             | Naomichi Ueda    |     |
| 03             | Gen Shoji        |     |
| 15             | Yuto Misao       | 82e |
| 25             | Yasushi Endo     |     |
| 40             | Mitsuo Ogasawara |     |
| 04             | Léo Silva        | 69e |
| 08             | Shoma Doi        |     |
| 07             | Pedro Júnior     |     |
| 33             | Mu Kanazaki      | 65e |
|                |                  |     |
| Remplaçants :  |                  |     |
| 21             | Hitoshi Sogahata |     |
| 28             | Koki Machida     |     |
| 16             | Shuto Yamamoto   |     |
| 06             | Ryota Nagaki     | 83e |
| 11             | Leandro          |     |
| 14             | Takeshi Kanamori | 53e |
| 09             | Yuma Suzuki      | 69e |
|                |                  |     |
| Entraîneur :   |                  |     |
| Masatada Ishii |                  |     |

| Urawa Red ·      |                    |     |
| Titulaires :     |                    |     |
|                  |                    |     |
| 01               | Shusaku Nishikawa  |     |
| 03               | Tomoya Ugajin      |     |
| 46               | Ryota Moriwaki     |     |
| 06               | Wataru Endo        |     |
| 18               | Yoshiaki Komai     | 64e |
| 22               | Yuki Abe           |     |
| 16               | Takuya Aoki        |     |
| 38               | Daisuke Kikuchi    | 64e |
| 20               | Tadanari Lee       | 46e |
| 09               | Yuki Muto          |     |
| 21               | Zlatan Ljubijankič |     |
|                  |                    |     |
| Remplaçants :    |                    |     |
| 25               | Tetsuya Enomoto    |     |
| 04               | Daisuke Nasu       |     |
| 15               | Kazuki Nagasawa    | 64e |
| 39               | Shinya Yajima      |     |
| 14               | Tadaaki Hirakawa   |     |
| 24               | Takahiro Sekine    | 64e |
| 30               | Shinzo Koroki      | 46e |
|                  |                    |     |
| Entraîneur :     |                    |     |
| Mihailo Petrović |                    |     |